# 施莫格罗-费罗
施莫格罗-费罗（德語：Schmogrow-Fehrow）是德国勃兰登堡州的市镇，隶属于施普雷-奈瑟县，总面积为30.41平方千米，截至2023年12月31日总人口为809人。